# Daniel Sjölund
Henrik Daniel Sjölund (Finström, 22 aprile 1983) è un allenatore di calcio ed ex calciatore finlandese, di ruolo centrocampista.

## Carriera

### Club
Sjölund è cresciuto nelle Åland, isole appartenenti di fatto alla Finlandia ma svedesi per quanto riguarda la lingua ufficiale. Nelle Åland ha svolto le giovanili nel Finströms Kamraterna, poi è approdato all'IFK Mariehamn, squadra del capoluogo.
Dopo una breve parentesi in Svezia al Brommapojkarna è approdato in Inghilterra, prima al West Ham all'età di soli 16 anni e poi al Liverpool, senza collezionare presenze in campionato in entrambi i casi. È così tornato in Svezia, questa volta al Djurgården, squadra di cui ha fatto parte per dieci anni dal 2003 al 2012 collezionando più di 200 presenze in campionato, prima di passare all'Åtvidaberg dove invece è rimasto due anni.
Nel 2015 è passato all'IFK Norrköping diventando da subito vice-capitano. La squadra ha concluso sorprendentemente la stagione con la conquista dello scudetto, e Sjölund ha contribuito con 28 presenze e due reti. È rimasto al Norrköping fino al termine dell'Allsvenskan 2018: in occasione dell'ultima gara casalinga, ovvero la penultima giornata di campionato, è entrato in campo al 92' minuto per poi realizzare il gol vittoria due minuti dopo (sua prima rete stagionale), permettendo alla squadra di continuare la rincorsa al titolo nazionale poi sfumato all'ultima giornata.
Nel 2019 è ritornato alle native isole Åland con il passaggio ai finlandesi di lingua svedese dell'IFK Mariehamn, per quella che sarebbe stata la sua ultima stagione da giocatore prima del ritiro.
Nell'agosto del 2020 è ritornato in attività seppur a livelli molto più bassi, con l'ingaggio da parte dell'FC Åland che militava in Kolmonen ovvero il quarto livello del calcio finlandese.

### Nazionale
Dal 2003 al 2012 ha collezionato 37 presenze con la maglia della nazionale maggiore finlandese.

## Palmarès

### Club

#### Competizioni nazionali
- Campionato svedese: 3

Djurgården: 2003, 2005
Norrköping: 2015
- Coppa di Svezia: 2

Djurgården: 2004, 2005
- Supercupen: 1

Norrköping: 2015